# Conus bahamensis
Conus bahamensis é uma espécie de caracol marinho, um molusco gastrópode marinho da família Conidae, os caracóis cone, conchas ou cones.
Esses caracóis são predadores e venenosos. Eles são capazes de "picar" humanos.

## Descrição
O tamanho da casca atinge 31 milímetros.

## Distribuição
Esta espécie marinha de caracol cone ocorre no Mar do Caribe.